# Saint-Laurent-sur-Gorre
Saint-Laurent-sur-Gorre település Franciaországban, Haute-Vienne megyében. Lakosainak száma 1391 fő (2022. január 1.). Saint-Laurent-sur-Gorre Champagnac-la-Rivière, Champsac, Cognac-la-Forêt, Gorre, Oradour-sur-Vayres, Saint-Auvent, Saint-Cyr és Séreilhac községekkel határos.

## Népesség
A település népessége az elmúlt években az alábbi módon változott:
| Lakosok száma | 1443 | 1483 | 1568 | 1500 | 1470 | 1439 | 1409 | 1402 | 1391 |
|               | 2013 | 2015 | 2016 | 2017 | 2018 | 2019 | 2020 | 2021 | 2022 |